# Rhodometra albipunctaria
Rhodometra albipunctaria är en fjärilsart som beskrevs av Alphéraky 1883. Rhodometra albipunctaria ingår i släktet Rhodometra och familjen mätare. Inga underarter finns listade.